# Chersoneso (Sicilia)
Chersoneso era una città antica di non precisa collocazione fondata nel 717 a.C. La fonte principale è Girolamo, che non menziona la città fondatrice.
Grazie alla Geografia di Tolomeo, conosciamo le esatte coordinate che coincidono appunto con la Penisola della Maddalena, a sud di Siracusa. Infatti χερσόνησος vuol dire "penisola" in greco, appunto.